# Наум (пророк)
Нау́м (ивр. נַחוּם‎ Нахум — «утешённый») — пророк, один из 12-и «малых» пророков, родом из Елкоша, города в северном Ираке проповедовал в царствование Езекии, то есть между 727 и 698 годами до н. э. Известная под его именем ветхозаветная книга содержит в себе яркую картину религиозно-нравственного и политического состояния Израиля и даёт много указаний на историю Ассирии. По преданию, он умер на 45-м году жизни и был погребён в родной земле.
Память пророка Наума отмечается Русской Православной церковью 1 декабря по юлианскому календарю, то есть 14 декабря по григорианскому, поместными Православными Церквями преимущественно греческой традиции, живущими по Новоюлианскому календарю, в настоящее время полностью совпадающим с Григорианским, 1 декабря (по новому стилю).

## Книга Пророка Наума
Книга пророка Наума представляет собой последовательное изложение грозного определения Божия о погибели Ниневии за то, что из неё произошёл Сеннахирим, умысливший зло против Господа, а Иудейскому царству предсказывается освобождение от ига Ассирии. Затем следует описание осады и разрушения Ниневии. Разъясняется, что Ниневия заслужила такую участь своим идолопоклонством, особенно же своим развратом и колдовством, чрез которое она порабощала народы. Посему никакие средства защиты не спасут её, и все народы будут радоваться, что избавились от такого жестокого притеснителя.